# Preußisch Gangstar
Preußisch Gangstar ist ein dokumentarischer Spielfilm über drei Jugendliche, die im brandenburgischen Buckow leben. Die drei Hauptdarsteller stecken im Alltag fest. Nico versucht nach dem Abbruch seiner Ausbildung eine Hip-Hop-Karriere zu starten. Tino wird wohl den Hauptschulabschluss in diesem Jahr nicht schaffen und hat Angst, seine Mutter damit zu enttäuschen. Oli möchte einen eigenen Club eröffnen, die Arbeit im lokalen Club erfüllt ihn nicht. Seine Freundin will aber weg aus Buckow, mit ihm. Der Alltag ist geprägt von Hip-Hop-Musik, Partys, Drogen und kleinen Schlägereien.
Es ist zu erkennen, wie eine Distanz zwischen ihren Werten und den Idealen sowie Lebenseinstellungen der Eltern entsteht.

## Kritiken
Die Redaktion der Cinema lobt: „Klug vermeidet der visuell ans Dogma-Kino erinnernde Film Schuldzuweisungen. Das preisgekrönte Regiedebüt ist eine lakonisch deprimierende Ballade auf eine Generation auf der Suche.“
Die Kritik der Prisma ist gespalten: „Recht trostlos geht es zu in dem realistisch gezeichneten []… und mit Laiendarstellern besetzten [Drama]. Mit der Kamera immer auf Tuchfühlung zu ihren Protagonisten, zeigen Werner/Stelmach den Alltag dreier "Gangstar", der von Sprachlosigkeit gegenüber ihren Eltern geprägt ist […]. Einmal mehr ein Stück ostdeutscher Tristesse, die allerdings ebenso im Westen Deutschlands anzutreffen ist. Wer sich dies allerdings im Kino anschauen soll, bleibt fraglich“.
Der Filmdienst schreibt im Lexikon des internationalen Films: „Durch die Arbeit mit Laiendarstellern erreichen die Filmemacher ein hohes Maß an Authentizität, was es umso schmerzhafter macht, dabei zuzusehen, wie sich die Jungen mitunter selbst im Weg stehen. Trotz der Darstellung von Glücksmomenten sowie der besonderen Talente der Protagonisten sind Leere und Hilflosigkeit zum Greifen nahe.“

## Preise
- Filmfestival Max Ophüls Preis 2007: Preis für die beste Filmmusik, Nominiert für den Max Ophüls Preis
- Studio Hamburg Nachwuchspreis 2007: Preis als Bester Film[4]
- Achtung Berlin Filmfestival 2007: Gewinner der Kategorie Bester Spielfilm[5]
- Filmfest Schleswig-Holstein – Augenweide 2008: Bester Spielfilm